# Патрас, Абрахам

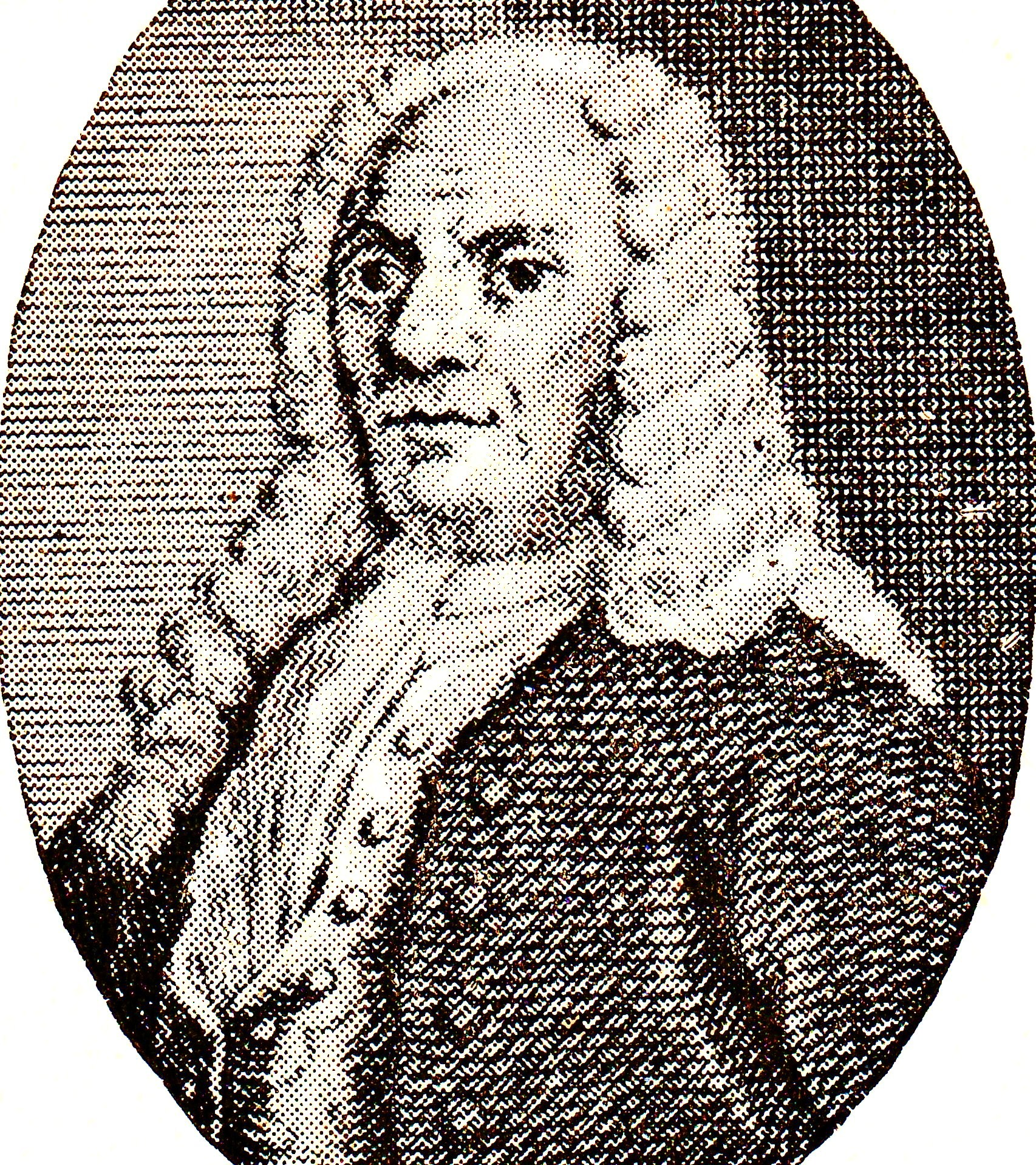
Абрахам Патрас

Абрахам Патрас (22 мая 1671 – 3 мая 1737) — двадцать четвёртый генерал-губернатор Голландской Ост-Индии с 11 марта 1735 года до 3 мая 1737 года Он родился в городе Гренобль во Франции в семье гугенотских беженцев. В 1685 году, после отмены Нантского эдикта его семья сбежала в Нидерланды.

## Начало карьеры
Патрас впервые устроился на работу в офис амстердамского купца по имени Натаниэль Готье. 4 января 1690 года пошёл служить солдатом в составе Голландской Ост-Индской компании в Индии. В 1691 году получил временную должность агента в Джакарте. В 1695 году стал секретарём Управления китайских имений на острове Амбон. В 1699 году женился на дочери чиновника Совета Юстиции в Амбоне. Его жена умерла 16 декабря 1700 года. Единственная дочь Абрахама тоже умерла в молодом возрасте.
В 1703 году Патрас перешёл работать младшим купцом к губернатору Молуккских островов. В 1707 году он стал главой торгового поста в Джамби. Его торговый пост был атакован, однако Патрас выжил, хотя был тяжело ранен в спину. В 1717 году его повысили до Главного купца и Начальника западного побережья Суматры. Именно в 1720 году его повысили до главного инспектора бухгалтерии  Голландской Ост-Индии. В 1722 году его назначили заместителем обозного в замке в Батавии. В 1724 году он получил очень прибыльную должность руководителя торгового поста Нидерландской Бенгалии. В 1731 году он был назначен чрезвычайным членом Совета Индий.

## Генерал-губернатор
10 марта 1735 года после смерти генерал-губернатора Дирка ван Клуна Патрас был назначен генерал-губернатором Голландской Ост-Индии. Он никогда не был полноправным членом Совета Индий, а его назначение обусловлено тем, что он проскользнул как кандидат на компромиссное решение после тупиковой ситуации в голосовании. 11 марта 1735 года он был назначен временным генеральным губернатором, решение, которое было утверждено директорами Ост-Индской компании.
За его короткий срок службы не было принято никаких существенных решений. Несмотря на то, что он был компетентным лидером и приобрёл большое количество практических знаний о территориях Голландской Ост-Индии, его пожилой возраст (64 года), вероятно, не дал возможности стать влиятельным генерал-губернатором.
Абрахам Патрас умер всего через два года после своего назначения — 3 мая 1737 года. Похоронен в Батавии 6 мая 1737 года. После его смерти генерал-губернатором стал Адриан Валкенир.